# سید قیام‌الدین غازی
سید قیام‌الدین غازی (به تاجیکی: Саййид Қиёмиддини Ғозӣ) روحانی برجستهٔ اهل تاجیکستان، مؤسس و عضو حزب نهضت اسلامی تاجیکستان بود.

## زندگی‌نامه
سید قیام‌الدین غازی در سال ۱۹۵۲ میلادی در روستای قلم‌توغی در ناحیهٔ حصار کشور تاجیکستان به‌دنیا آمد. پدرش سید امام‌الدین غازی، یکی از روحانیان شناخته‌شدهٔ تاجیکستان بود. او از سال ۱۹۸۸ تا سال ۱۹۹۲ میلادی خطیب مسجد مرکزی ناحیهٔ خراسان و همزمان مدرس مدرسهٔ امام ترمذی بود. در سال ۱۹۷۲ میلادی حزب نهضت اسلامی تاجیکستان را به همراه عبدالله نوری بنیان‌گذاری کردند و از سال ۱۹۹۴ تا سال ۱۹۹۹ در کمیتهٔ آشتی ملی فعالیت کرد. گفته می‌شود که در سال‌های ۱۹۹۲–۱۹۹۰ میلادی، در آغاز مبارزه‌های ملی و استقلال‌خواهی، او معروف‌تر از عبدالله نوری بود.

## تحصیلات
غازی در سال ۱۹۹۶ میلادی از دانشگاه کابل لیسانس سیاست و حقوق را دریافت نمود و عضو مجمع علمای اسلامی افغانستان نیز بود و در همین سال وارد دانشگاه علامه محمد اقبال لاهوری در اسلام‌آباد پاکستان شد. او در سال ۲۰۰۰ میلادی در رشتهٔ ادبیات فارسی و تاجیک موفق به دریافت دکترا شد.
در سال ۲۰۰۶ میلادی و پس از درگذشت عبدالله نوری، وی از فعالیت‌های سیاسی کناره‌گیری کرد و به تبلیغ و نشر معارف اسلامی و تربیت شاگردان و تألیف مشغول شد.

## کشته‌شدن
سید قیام‌الدین غازی شب یک‌شنبه ۲۹ اردیبهشت ۱۳۹۸ بر اثر شورش و آشوب، به دست عوامل داعش در زندانی در ناحیهٔ وحدت تاجیکستان کشته شد. این شورش از سوی بهروز گل‌مرادوف پسر گل‌مراد حلیموف یکی از اعضای داعش در سوریه به همراه تعدادی از اعضای داعش برنامه‌ریزی و اجرا شد.